# Большой Колодезь
Большо́й Коло́дезь — деревня Долгоруковского района Липецкой области России. Входит в состав
Меньшеколодезского сельского поселения

## География
Располагается в южной части района на берегах реки Изубриевка при впадении в неё небольшого ручья, в 13 км к югу от села Долгоруково и в 4 км к юго-востоку от центра поселения — села Меньшой Колодезь.

### Уличная сеть
В деревне развитая уличная сеть
- Дачный (переулок) (Курносовка)
- Заречная
- Садовая
- Урожайная
- Центральная (Гудовка)

## Топоним
Название парное к ойкониму Меньшой Колодезь.
Получила деревня по ручью Колодезь, вытекающему из родника (колодезя).
В XIX веке деревня упоминается под названием «Апушкина» или «Апушкин Колодезь», а также «Жемчужникова» — от фамилии бывшего владельца деревни — помещика Жемчужникова.

## История
Деревня известна со второй половины XVII века. В XVII веке впервые упоминается церковь в селе Большом Колодезе. В 1680-е годы, при правительнице Софьи Алексеевне село подверглось нападению и разорению стрельцами. Храм был сожжён или разрушен, а жители, спасая свою жизнь, вынуждены были бежать в лесные места соседней деревни Меньшой Колодезь, где построили новый храм. На старое пепелище жители вернулись лишь в начале XVIII века, однако восстанавливать церковь они не стали.
В 1910 году в Большом Колодезе начала действовать церковная школа.

### Административно-территориальная принадлежность
До 1928 года деревня относилась к Сергиевской волости Елецкого уезда Орловской губернии. В 1928 году вошла в состав Долгоруковского района Елецкого округа Центрально-Чернозёмной области. После разделения ЦЧО в 1934 году Долгоруковский район вошёл в состав Орловской области. После образования 6 января 1954 года Липецкой области Долгоруковский район включён в её состав.

## Население
| 1926 | 2010 |
| ---- | ---- |
| 751  | ↘167 |

### Историческая численность населения
По спискам населённых мест 1866 года упоминается как два селения — владельческое (4 двора и 145 жителей) и казённое (32 двора и 271 житель). В 1926 году — 139 дворов и 751 житель.

## Известные уроженцы, жители
Пётр Петрович Зарубин (1925—2003) — советский учёный в области ядерных реакций, профессор ЛГУ.

## Инфраструктура
Основа экономики — сельское хозяйство .

## Транспорт
Большой Колодезь соединён асфальтированной дорогой с центром поселения и районным центром, с которым осуществляется пассажирское сообщение автобусом, курсирующим по маршруту Долгоруково — Елизаветовка. Грунтовыми дорогами связан с селом Верхний Ломовец, деревнями Жемчужниково и Изубриевка Вторая.